# USB On-The-Go
USB On-The-Go（略してUSB OTG）は、USB機器どうしを直接接続するインタフェース規格である。パソコン等をホストとせずに、動作時にホスト機器を動的に切り替える機能を拡張したもの。
IEEE 1394のように直接接続できるので、いろいろな機器に応用できる。
2001年12月18日に発行されたUSB OTG 2.0 Revision 1.0 は High Speed (480Mbps) がオプション扱いとなっていたが、2009年5月8日に発行された USB OTG 2.0 Revision 2.0 では High Speed を含み、2011年7月1日に発行された USB OTG 3.0 では SuperSpeed (5Gbps) を含む。

## 主な採用機器
- プレクストーク・ポケット PTP1
- スマートフォン, タブレット
  - Android - Android 3.1 から対応、ただし、Android 2.3.4 にもバックポートして対応している。Samsung Galaxy シリーズ (GALAXY S II, Galaxy Note など)、Xperia シリーズ、REGZA Phone シリーズ (IS04など)、ARROWS X LTE F-05D 、Google Nexus 7など。
  - iOS - iPad Camera Connection Kit など
  - Windows Mobile - WS007SH, WS011SH など
- デジタルカメラ
- プリンター

## 参照
1. ↑  USB On-The-Go 2.0 Rev. 1.0
2. ↑  USB On-The-Go 2.0 Rev. 2.0